# Bernd Schröder (Politiker, 1950)
Bernd Schröder (* 15. Mai 1950 in Kiel; † 23. September 2013 in Pinneberg) war ein deutscher Politiker (SPD).

## Leben
Schröder diente als Soldat auf Zeit bei der Bundeswehr und begann nach dem Erwerb der Fachhochschulreife ein Studium der Verwaltungswissenschaft, welches er als Diplom-Verwaltungswirt (FH) beendete. Danach war Schröder als Kommunalbeamter tätig. Er war verheiratet und hatte einen Sohn.
Seit 1972 war Schröder Mitglied der SPD. Von 1990 bis 1996 war Schröder Erster Stadtrat der Stadt Pinneberg. Bis 2003 gehörte er der Ratsversammlung der Stadt an.
Von 1996 bis 2012 war Schröder Mitglied des Landtages von Schleswig-Holstein. Hier gehörte er dem Vorstand der SPD-Landtagsfraktion an und war Vorsitzender des Fraktionsarbeitskreises Wirtschaft, Technologie und Verkehr. Von 2009 bis 2012 war er Vorsitzender des Wirtschaftsausschusses des schleswig-holsteinischen Landtags. Er zog bis 2005 stets als direkt gewählter Abgeordneter des Wahlkreises Pinneberg in den Landtag ein. Bei der Landtagswahl 2005 erreichte er hier 43,5 % der Erststimmen. Bei der Landtagswahl 2009 wurde er über die Landesliste der SPD in den Landtag gewählt.
Für seine kommunalpolitische Arbeit wurde er mit der Freiherr-vom-Stein-Medaille des Landes Schleswig-Holstein ausgezeichnet.